# Echinopsis pachanoi
Echinopsis pachanoi (sinònim: Trichocereus pachanoi) — conegut com a San Pedro cactus — és un cactus i una planta nativa dels Andes. Viuen a uns 2000–3000 m d'altitud. es troba a l'Argentina, Bolívia, Xile, Equador i el Perú, es cultiva en altres parts del món. Es fa servir en la medicina tradicional i veterinària tradicional i com planta ornamental. Havia tingut ús en rituals religiosos molt antics. Sovint es confon amb altres cactus estretament emparentats com Echinopsis peruviana.
La seva pell un cop seca es pot consumir per via oral per tal d'aprofitar-ne els efectes, tot i que cal tenir molt de compte amb el seu consum pels forts efectes secundaris.
A Espanya figura dins la llista de plantes de venda regulada.

## Alcaloides

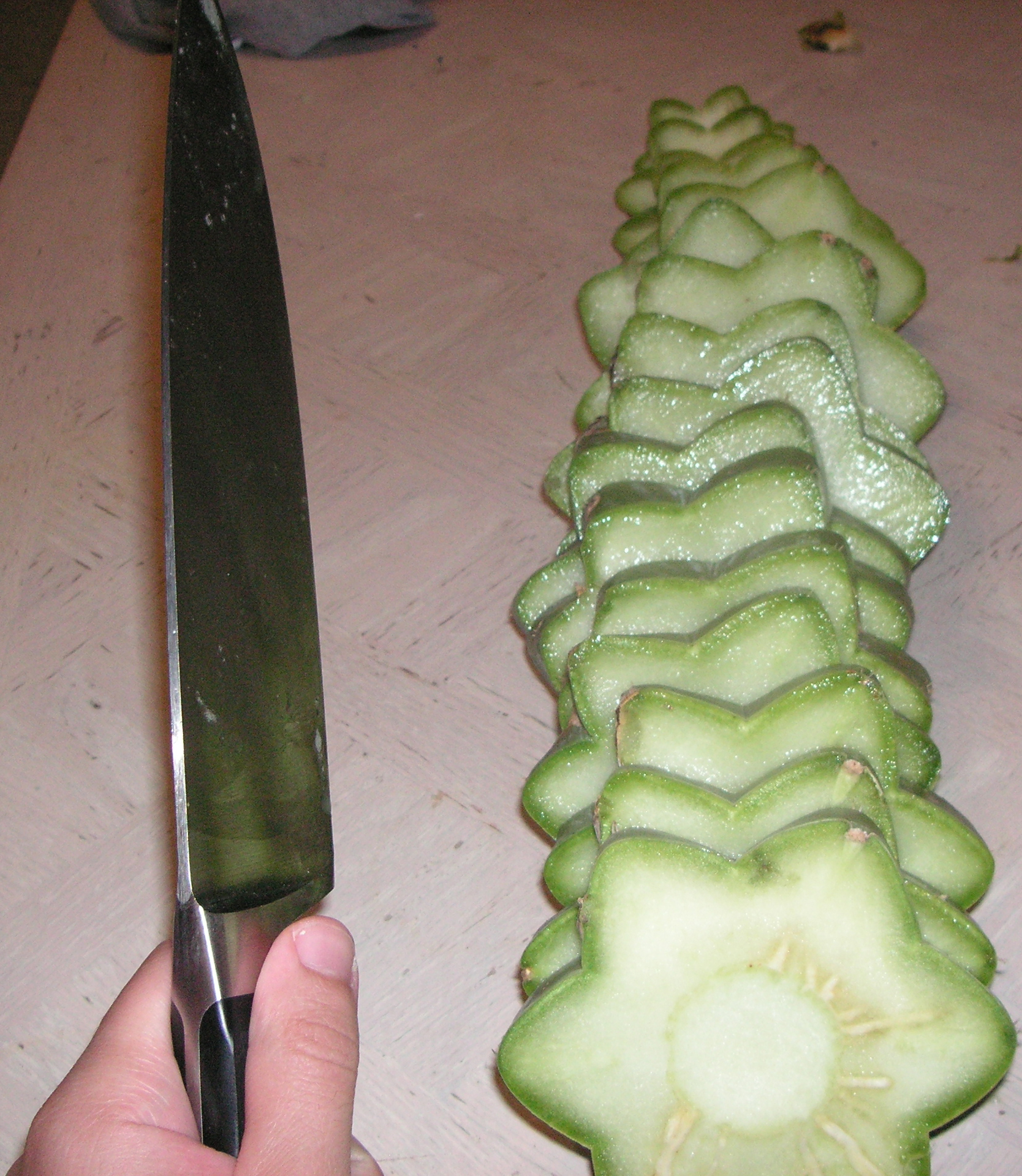
San Pedro cactus tallat en làmines

Conté mescalina (0.21–1,8%) i també 3,4-dimetoxifenetilamina, 4-hidroxi-3-metoxifenetilamina, anhalonidina, anhalinina, hordenina, tiramina i 3-metoxitiramina.

## Galeria

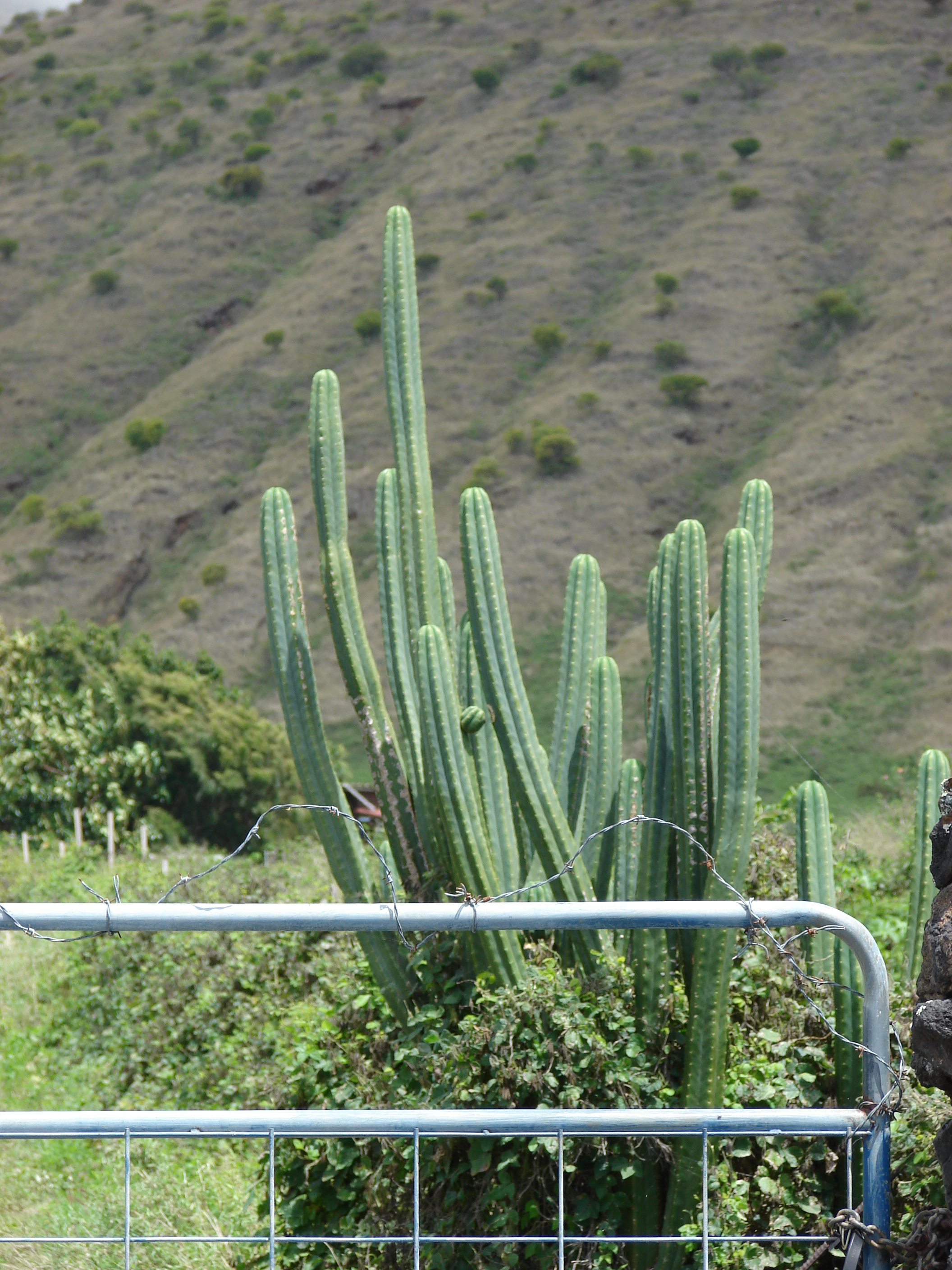
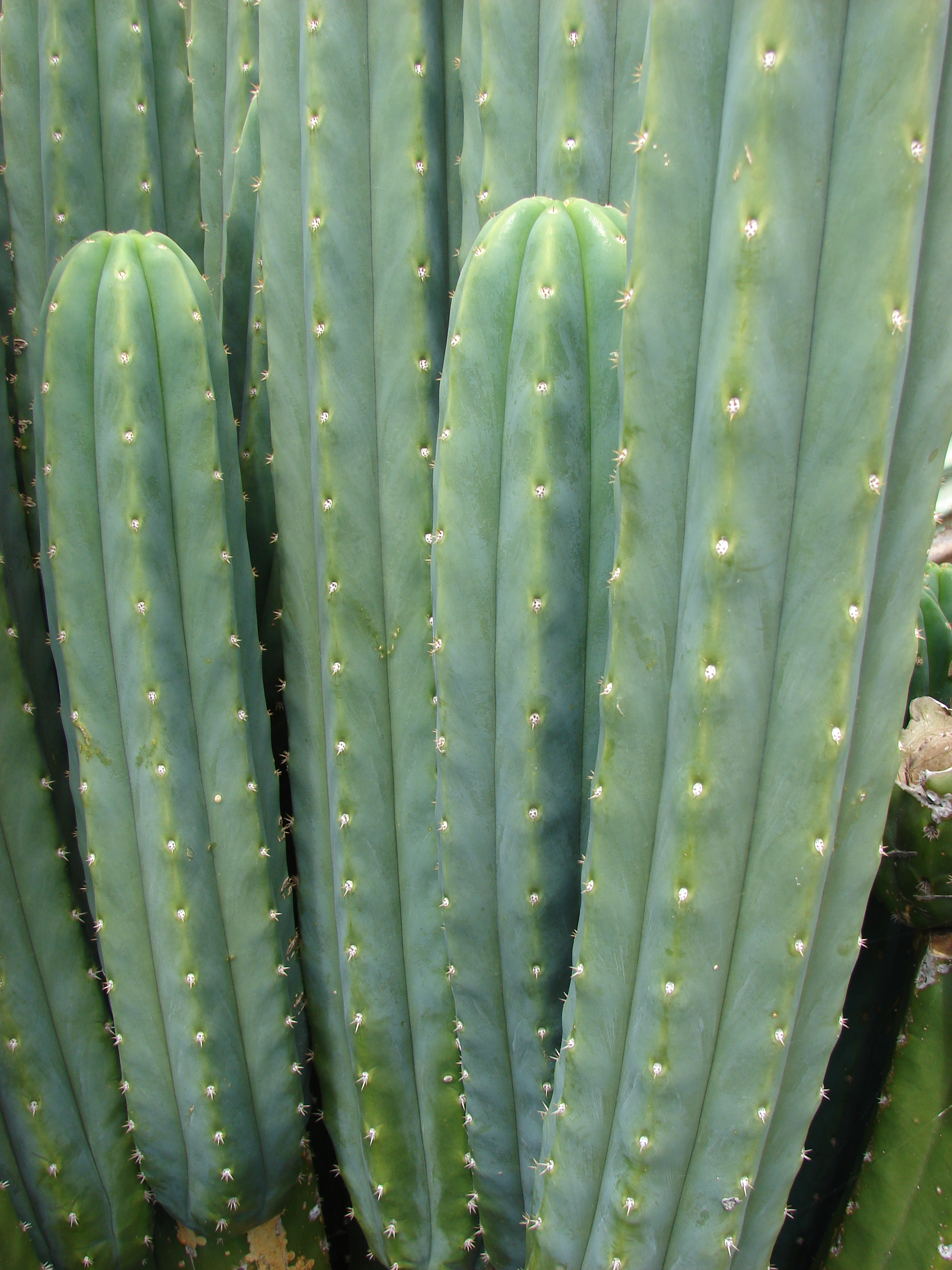
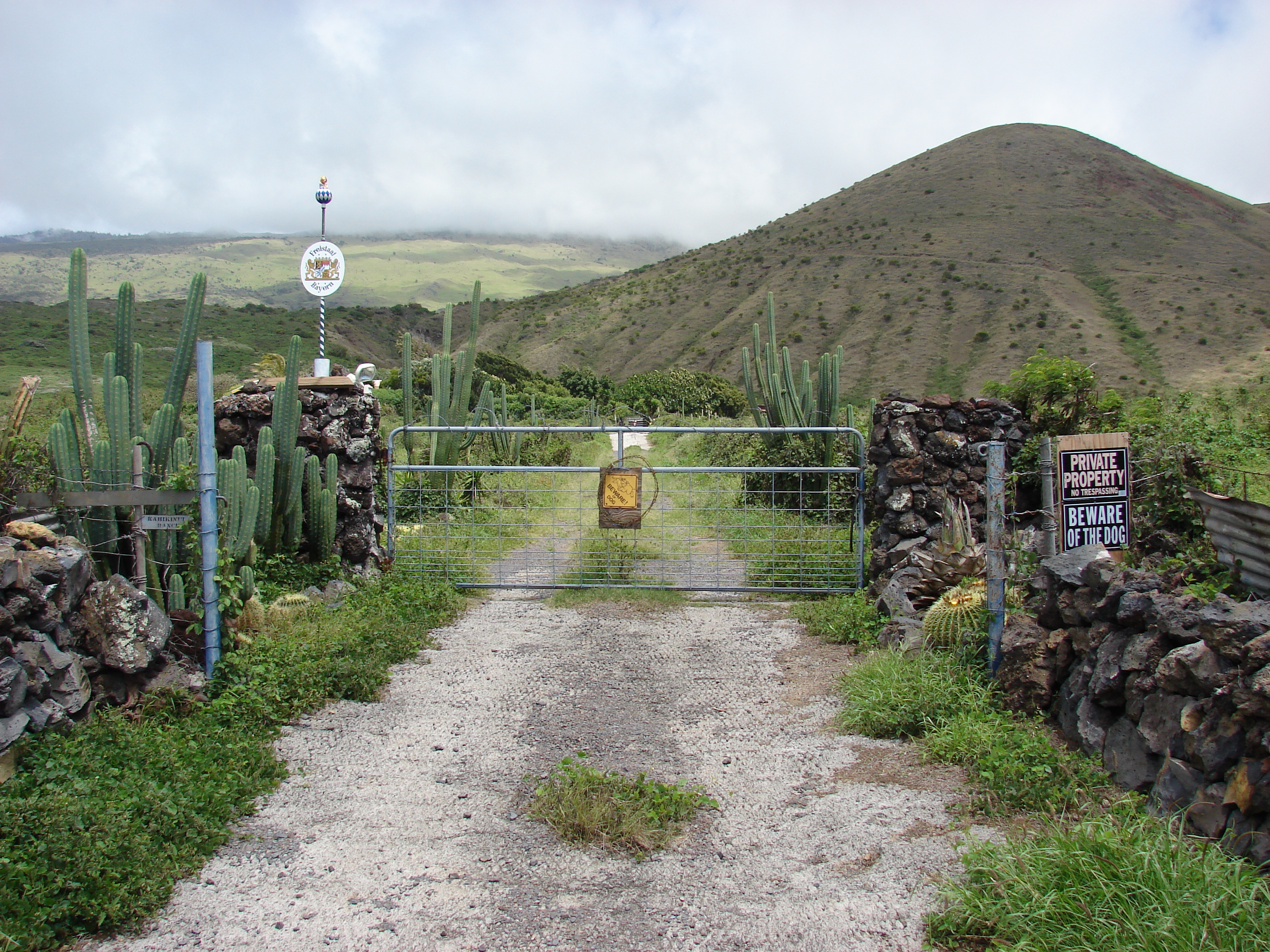
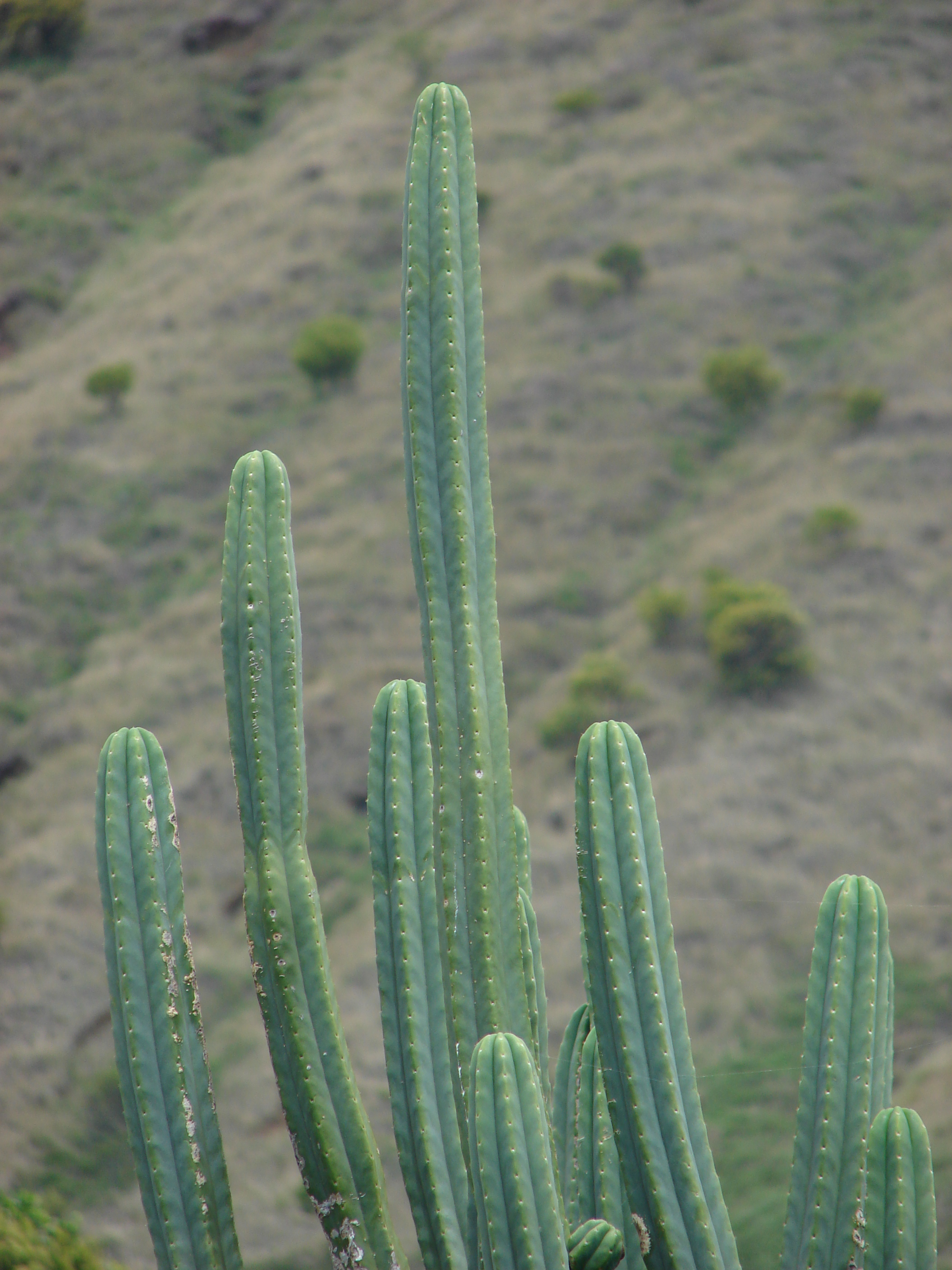
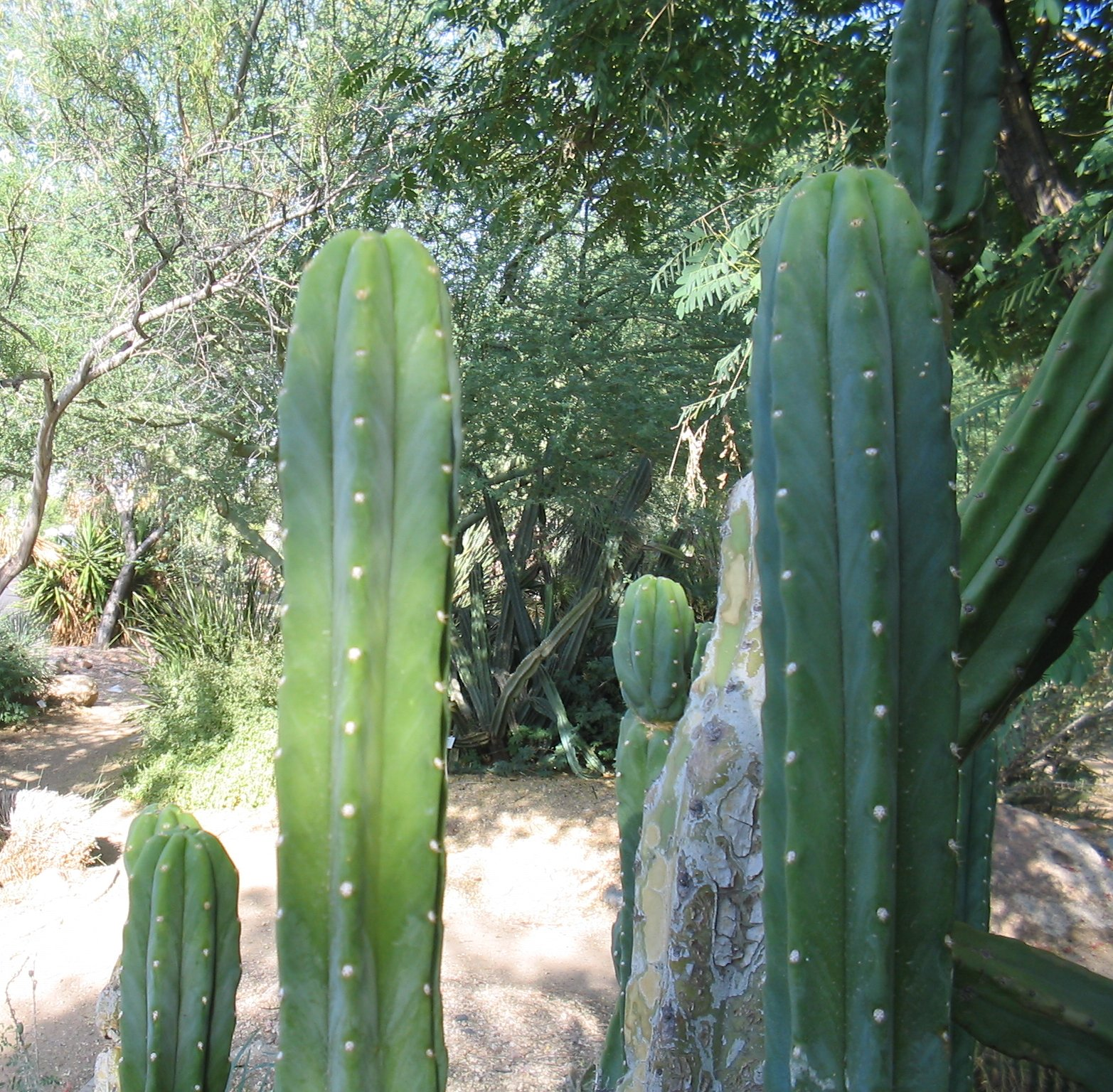
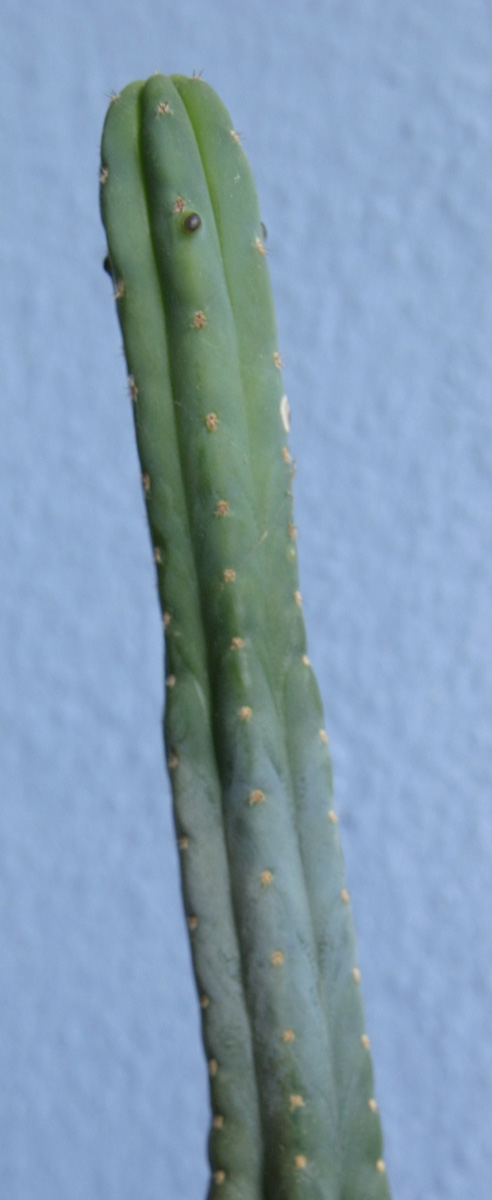
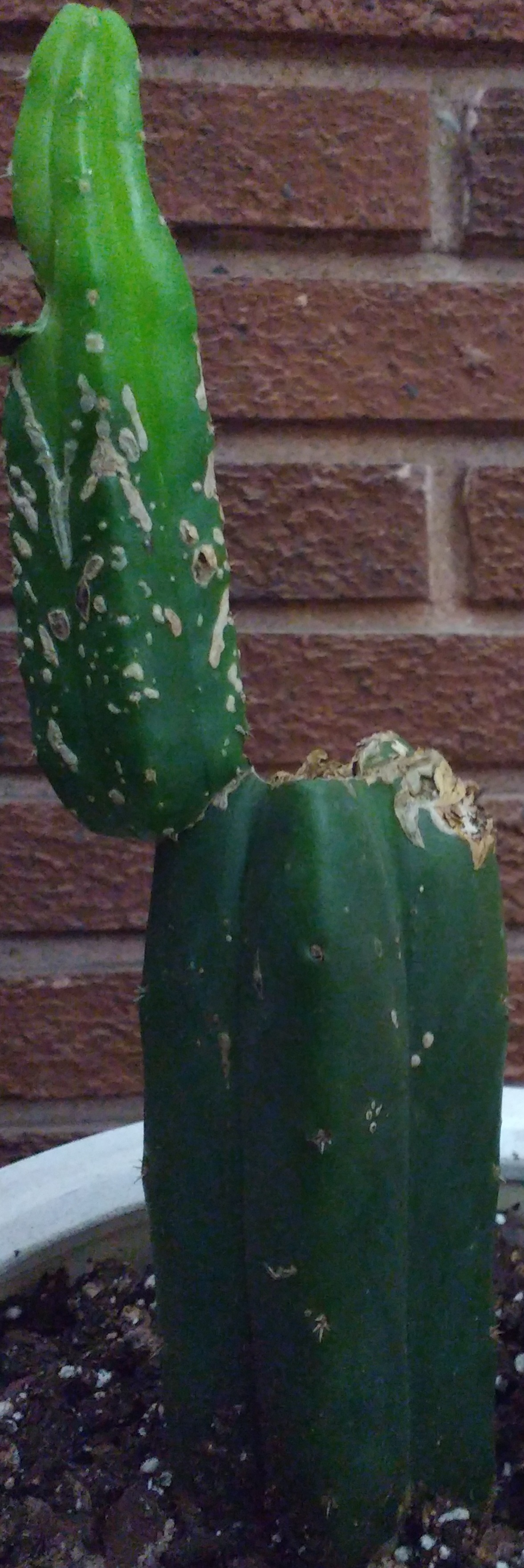
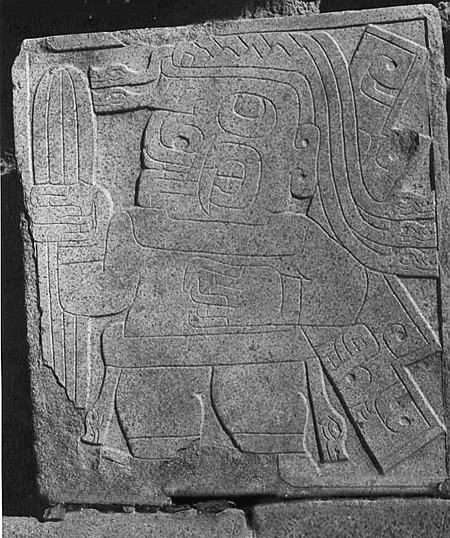